# Henry Brandon, 1. Earl of Lincoln
Henry Brandon, 1. Earl of Lincoln (* 1523; † 1. März 1534) war ein englischer Adliger. Er war der zweite Sohn von Charles Brandon, 1. Duke of Suffolk und dessen dritter Frau Mary Tudor, Königinwitwe von Frankreich und Schwester König Heinrich VIII. von England. Zu seinen Lebzeiten stand der bereits als Zehnjähriger gestorbene Henry als dessen einziger englisch geborener Neffe weit vorn in der Thronfolge, besonders da der König selbst keine Söhne hatte.
Er und sein älterer Bruder gleichen Namens, Henry Brandon (* 1516), werden aufgrund der Namensähnlichkeit und da beide bereits als Kinder starben, fälschlicherweise oft für dieselbe Person gehalten. Er ist auch nicht zu verwechseln mit seinem jüngeren Halbbruder ebenfalls gleichen Namens, Henry Brandon, 2. Duke of Suffolk.

## Leben
Henry Brandon wurde als viertes Kind und zweiter Sohn seiner Eltern geboren. Da es nicht unüblich war, Kindern den Namen verstorbener Geschwister zu geben, kann es sein, dass Henry nach seinem älteren Bruder benannt wurde, der noch vor seiner Geburt als Baby oder Kleinkind gestorben war. Wahrscheinlicher ist aber, dass sein Onkel Heinrich VIII. (englisch Henry VIII.) sein Taufpate war und ihn nach sich selbst benannte, wie er es üblicherweise bei seinen Taufkindern tat. Henry hatte zwei ältere Schwestern, Frances Brandon (die spätere Mutter der Neuntagekönigin Jane Grey) und Eleanor Brandon, als einziger lebender Sohn war er jedoch der Heir apparent seines Vaters für den Titel Duke of Suffolk.
Am 18. Juni 1525 erhob der König den Jungen zudem zum Earl of Lincoln, am selben Tag, an dem er seinen unehelichen Sohn Henry Fitzroy, zum Duke of Richmond erhob. Henry Brandon war mit nur zwei Jahren der jüngste Peer, der an diesem Tag einen Titel erhielt, und wie der Chronist berichtet „so jung, dass Sir John Vere dazu bestimmt wurde ihn in seinen Armen vor den König zu tragen“ während der Zeremonie.
Im Jahr danach erlangten Henrys Eltern die Vormundschaft für die siebenjährige Katherine Willoughby, 12. Baroness Willoughby de Eresby, Tochter und Erbin des verstorbenen William Willoughby, 11. Baron Willoughby de Eresby, und der María de Salinas und es wurde beschlossen die reiche Erbin mit Henry zu verloben.
Der junge Earl wuchs mit seinen Schwestern und seiner Verlobten unter der Obhut seiner Mutter auf dem Landsitz Westhorpe auf und wurde dort von Tutoren unterrichtet. Sein französischer Tutor, Pierre Valence (oder Peter Valens) schrieb für seinen Schützling ein Lehrwerk zum Erlernen der französischen Sprache mit dem Titel Einführung in das Französische für Henry, den jungen Earl of Lincoln, Kind großer Hoffnung, Sohn der edlen und durchlauchtigsten Fürstin Mary, von Gottes Gnaden Königin von Frankreich.
Henrys Mutter starb am 25. Juni 1533 und sein Vater entschied sich daraufhin, Henrys Verlobte Katherine selbst zu heiraten. Möglicherweise war Henry bereits kränklich, in jedem Fall befand er sich mit zehn Jahren ohnehin noch nicht im heiratsfähigen Alter und sein Vater wollte Katherines Erbe nicht verlieren.
Henry überlebte seine Mutter allerdings nur um knapp neun Monate, er starb am Morgen des 1. März 1534, einige Zeitgenossen behaupteten an gebrochenem Herzen. Wo der junge Earl seine letzte Ruhestätte fand, ist nicht bekannt.
Es existieren keine bekannten Porträts von Henry Brandon, es befindet sich aber eine Skulptur von ihm im Wingfield College in East Anglia.

## Rolle in der Thronfolge
Heinrich VIII. hatte während Henrys Lebenszeit keinen legitimen männlichen Erben, denn seine Tochter Mary war sein einziges Kind und es erschien nach zahlreichen Fehlgeburten wenig wahrscheinlich, dass die Königin Katharina von Aragon noch weitere Kinder haben würde. Dies rückte die Kinder seiner beiden Schwestern näher an die Thronfolge. Die Söhne seiner älteren Schwester Margaret und Jakob IV. von Schottland waren jedoch als Prinzen von Schottland Ausländer; ihr Platz in der Thronfolge Englands war daher umstritten. Heinrich VIII. schloss sie 1536 im 2. Act of Succession dann auch von der Thronfolge aus. Henry Brandon dagegen war als der Sohn von Heinrichs jüngerer Schwester Mary und eines englischen Adeligen Engländer. Somit bestand eine nicht geringe Wahrscheinlichkeit, dass er eines Tages König von England werden könnte. Beobachter von Edinburgh bis Rom sahen den jungen Earl of Lincoln als einen sehr wahrscheinlichen Anwärter auf den Thron. Noch fast zwanzig Jahre nach seinem Tod sollte seine Schwester Frances versuchen, vor Heinrichs Tochter Mary den englischen Thron für ihre Tochter Jane Grey zu beanspruchen, die aber nur neun Tage lang Königin war.